# Нижня межа вибуховості
Нижня межа вибуховості, Нижня вибухова межа (рос. нижний (низкий) взрывной предел (нижний предел взрываемости); англ. lower limit of explosibility, нім. untere Sprengbarkeitsgrenze f) — мінімальна об'ємна концентрація горючого вуглеводневого газу в газоповітряній суміші, за якої подальше зменшення її робить суміш невибуховою під дією джерела запалювання (підвищення температури). Н.м.в. характеризується кількістю газу, достатньою для нормального перебігу реакції горіння. Значення нижньої межі вибуховості залежить від тиску; для метану в суміші з повітрям — Н.м.в. становить 5 %.

## Див.  також
- Верхня межа вибуховості